# Le Temps incertain
Le Temps incertain est un roman de science-fiction de Michel Jeury, publié en 1973.

## Résumé
Le docteur Robert Holtzach est psychronaute, c'est-à-dire chercheur et expérimentateur en chronolyse à l'hôpital Garichankar au début du XXIe siècle. La chronolyse est une technique de voyage dans le temps au moyen de psychotropes qui en perturbant la perception du temps font accéder à l'Indéterminé ou Temps Incertain.
Daniel Diersant est un personnage des années 1960 qui va être involontairement plongé dans le Temps Incertain et se trouver mêlé à la lutte entre l'hôpital Garichankar et une mystérieuse entité dénommée HKH.

## Trilogie Chronolytique
Ce roman a bénéficié d'une suite, Les Singes du temps en 1974 et d'une préquelle en 1976, Soleil chaud poisson des profondeurs, également publiés dans la collection « Ailleurs et Demain » des éditions Robert Laffont.
L'ensemble de ces trois œuvres est communément dénommé Trilogie Chronolytique, même si l'éditeur a choisi le titre Cycle de la Chronolyse pour sa réédition des trois romans en 2009 et 2011.

## Commentaire
L'écriture a débuté à Florensac (Falgueyrat) pour se terminer à La Grèze (Eyrenville) sur la commune de Plaisance.
Ce roman marque son entrée sur la scène de la science-fiction française des années 1970, même s'il n'est pas le premier de Michel Jeury dans ce domaine. Par sa qualité littéraire, son style et sa construction, il a souvent été associé par la critique au Nouveau roman.  
Pour sa thématique du temps incertain, flou, désarticulé, cette même critique et son éditeur ont rapproché cet ouvrage de ceux de Philip K. Dick et de Ubik en particulier. La citation de Philip K. Dick en ouverture du livre a contribué à la renommée de celui-ci en France.
Gérard Klein a publié le Temps incertain dans la collection « Ailleurs et Demain » sans avoir rencontré Michel Jeury et sans avoir modifié le manuscrit. Les deux hommes se rencontreront une première fois lors du premier congrès de la science-fiction à Clermont-Ferrand, où Michel Jeury recevra le premier Grand prix de la science-fiction pour Le Temps incertain et Gérard Klein pour une nouvelle. Gérard Klein, croyant initialement que Jeury était un pseudonyme et Issigeac une adresse de Vacance, décrit le « Pèlerinage d'Issigeac » qui suivit la parution du Temps incertain, en citant deux proches de Gilles Deleuze qui l'ont précédé avant que Klein ne fasse lui-même le déplacement. Ce dernier affirme que publier le Temps incertain a donné du sens à sa vie.
Ce livre, ainsi que l'œuvre générale de Michel Jeury, a contribué à l'émergence de la notion philosophique de « Société de contrôle » posée par Deleuze en 1990[réf. nécessaire].

## Éditions françaises
- Michel Jeury, Le Temps incertain, Robert Laffont, coll. « Ailleurs et Demain », 1973 (réédition en 1978 et 2008) ;
- Michel Jeury, Le Temps incertain, Edito-Service, coll. « Les Chefs-d'œuvre de la science-fiction », 1975 ;
- Michel Jeury, Le Temps incertain, Pocket, coll. « Science-fiction », n°5042, 1979 ;
- Michel Jeury, Le Temps incertain, Le Livre de poche, coll. « Science-fiction », n°7118, 1989.

## Classique de la science-fiction
Ce roman est considéré comme un grand classique de la science-fiction dans les ouvrages de référence suivants :
- Annick Beguin, Les 100 principaux titres de la science-fiction, Cosmos 2000, 1981 ;
- Jacques Goimard et Claude Aziza, Encyclopédie de poche de la science-fiction. Guide de lecture, Presses Pocket, coll. « Science-fiction », no 5237, 1986 ;
- Denis Guiot, La Science-fiction, Massin, coll. « Le monde de... », 1987 ;
- Enquête du Fanzine Carnage mondain auprès de ses lecteurs, 1989 ;
- Lorris Murail, Les Maîtres de la science-fiction, Bordas, coll. « Compacts », 1993 ;
- Stan Barets, Le science-fictionnaire, Denoël, coll. « Présence du futur », 1994.
- Simon Bréan, La Science-fiction en France. Théorie et histoire d'une littérature, Paris, PUPS, coll. « Lettres françaises », 2012, p. 197[3].

Roland C. Wagner le décrit, en 1990, comme un livre difficile à la structure "éclatée et répétitive", mais qui a "fort bien vieilli" et dont la lecture produit toujours un effet de surprise voire de choc.

## Études sur l’œuvre
Natacha Vas-Deyres, « Michel Jeury et l’écriture du temps », ReS Futurae [En ligne], 3 | 2013, mis en ligne le 22 décembre 2013, consulté le 08 novembre 2024. URL : http://journals.openedition.org/resf/501 ; DOI : https://doi.org/10.4000/resf.501